# 원춘규
원춘규(1974년 4월 6일 ~ )는 대한민국의 배우이다.

## 학력
- 상명대학교 예술디자인대학원 연극영화 석사

## 출연작

### 영화
- 《CCTV》 (2021년) - 정 PD 역
- 《상팔자》 (2019년)
- 《82년생 김지영》 (2019년) - 김 부장 역

### 드라마
- 《지리산》 (2021년, tvN)
- 《오징어 게임》 (2021년, Netflix) - 66번 역
- 《드라마 스테이지 - 박성실 씨의 사차 산업혁명》 (2021년, tvN)
- 《다크홀》 (2021년, OCN) - 남진일 역
- 《모범택시》 (2021년, SBS)
- 《KBS 드라마 스페셜 - 연애의 흔적》 (2020년, KBS2)
- 《카이로스》 (2020년, MBC)
- 《야식남녀》 (2020년, JTBC)
- 《영혼수선공》 (2020년, KBS2)
- 《하이에나》 (2020년, SBS)
- 《메모리스트》 (2020년, tvN)
- 《보좌관 - 세상을 움직이는 사람들》 (2019년, JTBC)
- 《해치》 (2019년, SBS)
- 《미스 함무라비》 (2018년, JTBC)

### 연극
- 《당신이 밤을 건너올 때》
- 《율구》
- 《분노 하세요》
- 《지독한 사랑》
- 《탐구생활》